# Нидем, Джордж
Джеймс Джордж Нидем (англ. James George Needham) (16 марта 1868 года, Верджиния, Иллинойс — 24 июля 1957 года, Итака) — американский энтомолог.

## Биография
Родился 16 марта 1868 года (Верджиния, Иллинойс). После учёбы вместе с Джоном Генри Комстоком в Корнеллском университете (1896—1898) он преподавал биологию в Lake Forest University в 1898 — 1907 годах. В 1908 году вернулся в Корнелл в качестве ассистента профессора лимнологии. Когда Джон Генри Комстоком вышел в отставку в 1914 году, Нидем стал заведующим кафедрой энтомологии Корнеллского вплоть до своей отставки в 1935 году.
Нидем опубликовал множество научных статей, учебных работ, учебников, однако, наиболее известен, как создатель системы Комстока — Нидема, для описания жилкования крыльев насекомых.
Был членом энтомологического общества Америки, Американской ассоциации по развитию науки и Лимнологического общества Америки.

## Некоторые труды
- Needham, J. G., 1950: Three new species of North American dragonflies with notes on related species. Transactions of the American Entomological Society 76 (1): 1-12.
- James G. Needham, Minter J. Westfall, Jr., Michael L. Dragonflies of North America (неопр.). — Rev. ed.. — Gainesville, FL: Scientific Publishers, 2000. — ISBN 0-945417-94-2.